# Bahnstrecke Holenbrunn–Leupoldsdorf
| |                      |                                        |                                        |
| Streckennummer: | 5031                 |                                        |                                        |
| Kursbuchstrecke (DB): | zuletzt 854          |                                        |                                        |
| Kursbuchstrecke: | 425c (1946)          |                                        |                                        |
| Streckenlänge: | 10,6 km              |                                        |                                        |
| Spurweite: | 1435 mm (Normalspur) |                                        |                                        |
| Maximale Neigung: | 20 ‰                 |                                        |                                        |
| |                      |                                        |                                        |
| \| \| \| von Oberkotzau \| \| \| \| \| von Selb \| \| \| \| 0,0 \| Wunsiedel-Holenbrunn früher Holenbrunn \| Wunsiedel-Holenbrunn früher Holenbrunn \| \| \| \| nach Weiden \| \| \| \| 1,9 \| Wunsiedel Ost \| Wunsiedel Ost \| \| \| 3,7 \| Wunsiedel \| Wunsiedel \| \| \| 7,0 \| Schönbrunn (Fichtelg) \| Schönbrunn (Fichtelg) \| \| \| 8,7 \| Tröstau \| Tröstau \| \| \| 10,6 \| Leupoldsdorf \| Leupoldsdorf \| |                      |                                        |                                        |
| Strecke |                      | von Oberkotzau                         | von Oberkotzau                         |
| Abzweig geradeaus und ehemals von links |                      | von Selb                               | von Selb                               |
| Bahnhof | 0,0                  | Wunsiedel-Holenbrunn früher Holenbrunn | Wunsiedel-Holenbrunn früher Holenbrunn |
| Abzweig ehemals geradeaus und nach links |                      | nach Weiden                            | nach Weiden                            |
| Haltepunkt / Haltestelle (Strecke außer Betrieb) | 1,9                  | Wunsiedel Ost                          | Wunsiedel Ost                          |
| Bahnhof (Strecke außer Betrieb) | 3,7                  | Wunsiedel                              | Wunsiedel                              |
| Haltepunkt / Haltestelle (Strecke außer Betrieb) | 7,0                  | Schönbrunn (Fichtelg)                  | Schönbrunn (Fichtelg)                  |
| Bahnhof (Strecke außer Betrieb) | 8,7                  | Tröstau                                | Tröstau                                |
| Kopfbahnhof Streckenende (Strecke außer Betrieb) | 10,6                 | Leupoldsdorf                           | Leupoldsdorf                           |

Die Bahnstrecke Holenbrunn–Leupoldsdorf war eine eingleisige Nebenbahn im nordöstlichen Bayern. Sie war eine der sieben Bahnstrecken, die früher das Fichtelgebirge erschlossen.

## Geschichte
Aus topographischen Gründen wurde die Kreisstadt Wunsiedel nicht in den Verlauf der am 15. August 1877 eröffneten Bahnstrecke Oberkotzau–Holenbrunn einbezogen, die in Oberkotzau in die Bahnstrecke Bamberg–Hof mündete und nach Süden hin am 15. Mai 1878 bis Marktredwitz verlängert wurde. Daher ging am selben Tag der knapp vier Kilometer lange Abzweig nach Wunsiedel in Betrieb. Diese Strecke wurde von der Bayerischen Staatsbahn als „Hauptbahn mit sekundärer Bedeutung“ (Sekundärbahnen gab es in Bayern erst ab 1882) angelegt, der Hauptbahncharakter ist am erhaltenen Wunsiedeler Empfangsgebäude und dem ehemaligen Wärterstellwerk noch erkennbar.
Am 8. November 1913 erfolgte die 6,89 km lange Fortsetzung der Strecke von Wunsiedel nach Leupoldsdorf als Lokalbahn, die damit eine Gesamtlänge von 10,54 km erreichte. Angeblich geschah dies auf Betreiben der Besitzerin des Hammerschlosses in Leupoldsdorf, Rosa von Müller. Sie war bei der Eröffnung bereits nicht mehr im Besitz des Schlosses.

## Beschreibung

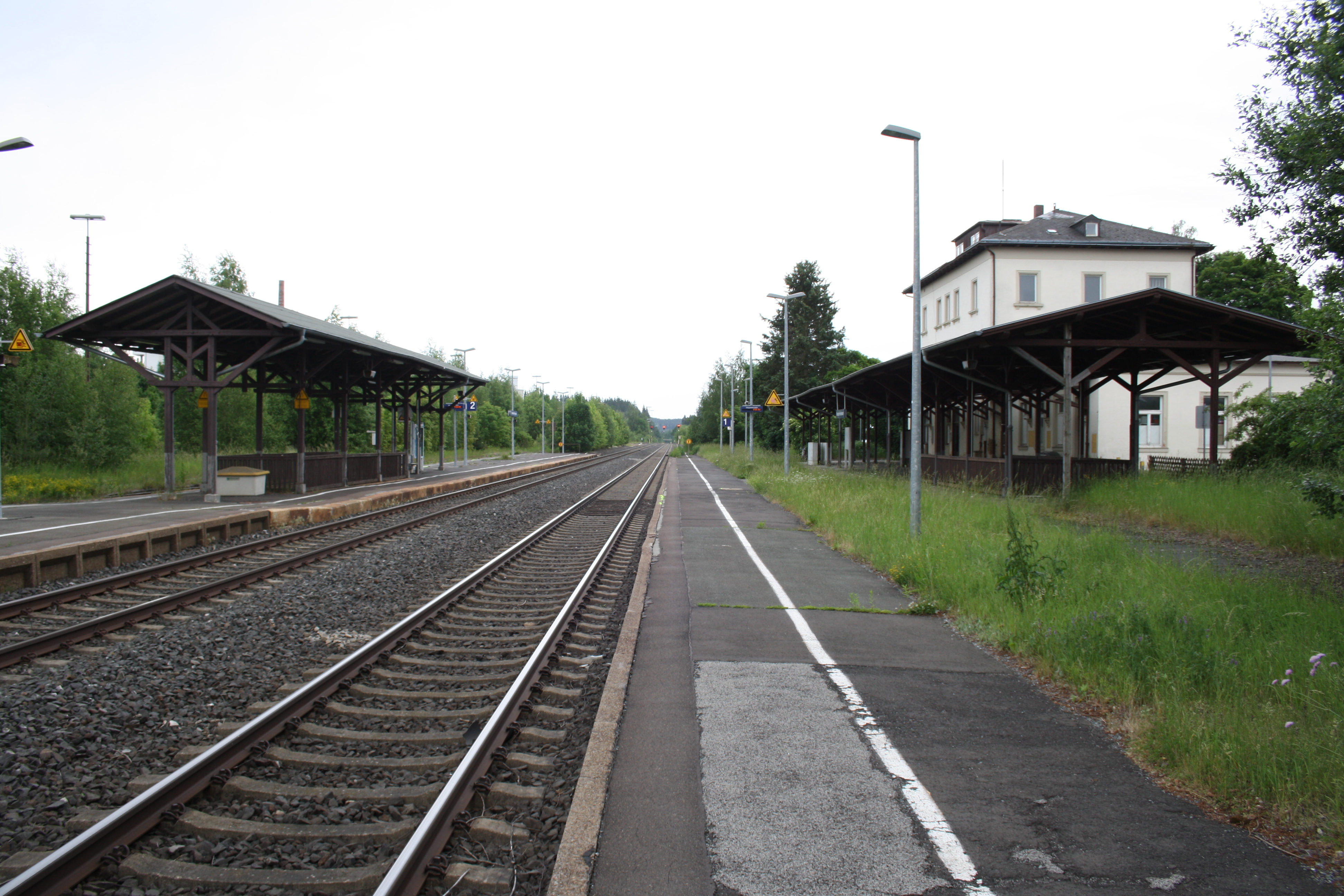
Bahnhof Wunsiedel-Holenbrunn, an der Stelle der rechten Grasfläche befand sich das Gleis in Richtung Leupoldsdorf

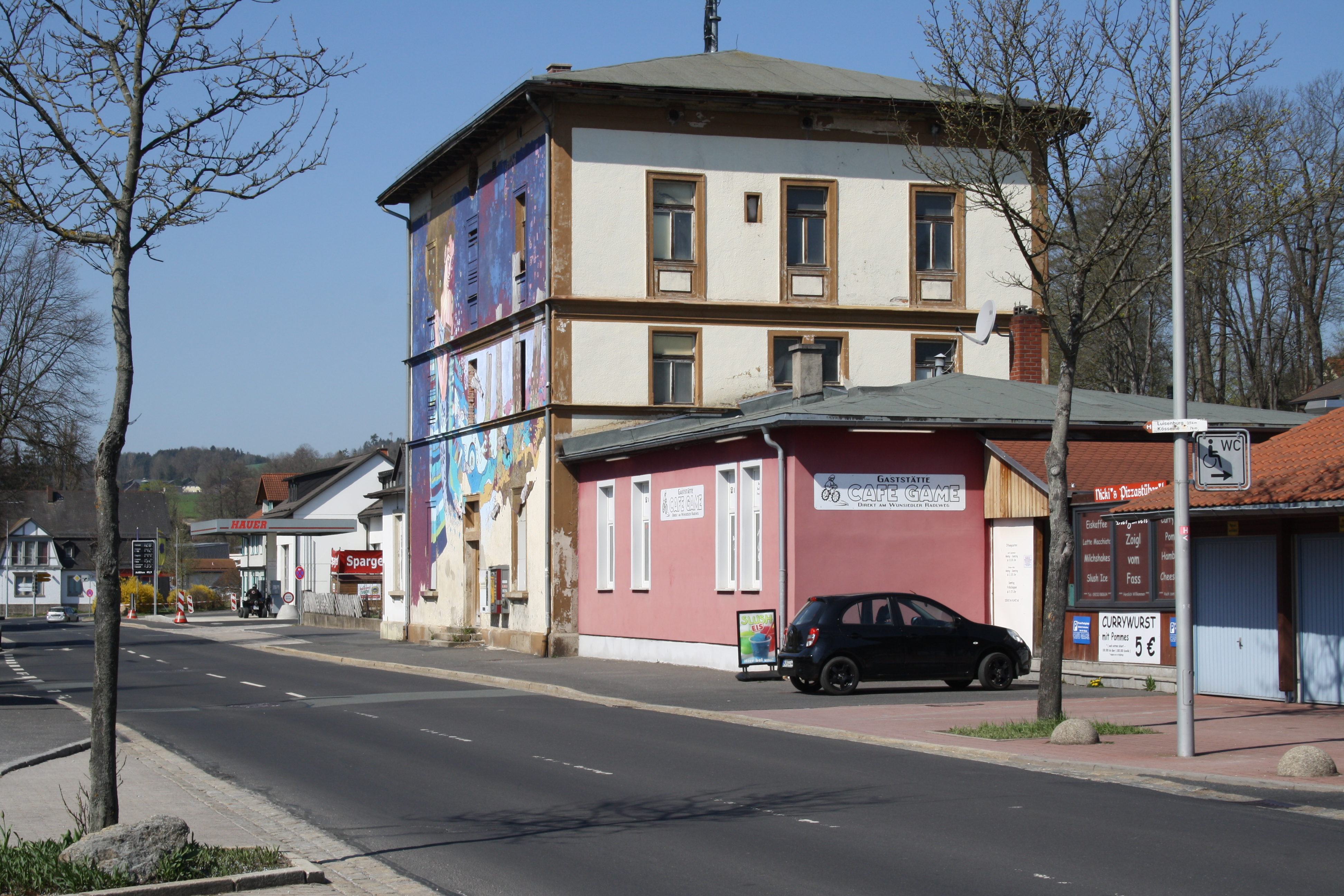
Ehemaliges Empfangsgebäude des Bahnhofs Wunsiedel

Im Unterschied zu anderen Stichbahnen ins Fichtelgebirge wies die Bahn keine nennenswerten Steigungen auf. Von Holenbrunn kommend führte sie in südwestlicher Richtung hinunter in die dicht bebaute Senke nördlich des Kösseine-Luisenburg-Massivs. Im langgestreckten Stadtgebiet von Wunsiedel und im weiteren Verlauf bis Tröstau existierten entlang der Strecke zahlreiche Gleisanschlüsse zu Industriebetrieben. Der Bahnhof Wunsiedel war mehrgleisig angelegt, mit einem Hausbahnsteig und zwei Zwischenbahnsteigen. In Tröstau gab es neben dem gemauerten, eingeschossigen Empfangsgebäude zwei über ein Weichentrapez erreichbare Ladegleise. Die Haltestelle Schönbrunn und der Endbahnhof Leupoldsdorf waren mit niedrigen Gebäuden in Holzbauweise ausgestattet.

## Verkehr
Neben dem Güterverkehr wies die Bahn einen umfangreichen Personenverkehr auf. In den Jahren nach dem Zweiten Weltkrieg verkehrten zwischen Holenbrunn und Wunsiedel werktags achtzehneinhalb Zugpaare, bis zum Endpunkt Leupoldsdorf immerhin noch elfeinhalb Zugpaare. An Sonn- und Feiertagen waren elfeinhalb bzw. acht Zugpaare unterwegs. Dabei spielte der Ausflugsverkehr zum Luisenburg-Felsenlabyrinth und den Luisenburg-Festspielen keine unbedeutende Rolle.
1970 war das Angebot bereits auf zweieinhalb Zugpaare nach Wunsiedel und eineinhalb weiter bis Leupoldsdorf reduziert. Diese Leistungen erfolgten mit Schienenbussen der Baureihe VT 95 sowie zwei- und vierachsigen Umbauwagen hinter Diesellokomotiven der Baureihe V 100.
In den Jahren vor der Gesamtstilllegung gab es immer wieder Sonderfahrten von Eisenbahnfreunden. Ein besonderer Gast war der WUMAG-Triebwagen VT 761, der am 6. Juni 1985 die gesamte Strecke als Sonderzug befuhr. Unter dem Motto „Eine Stadt geht auf Reisen“ wurden von der Stadt Wunsiedel nahezu jährlich Sonderfahrten organisiert, der letzte dieser Züge verkehrte am 4. Juni 1994.
Im Güterverkehr kam auch die Baureihe V 60 zum Einsatz. Bis 1982 verkehrten zwei Güterzüge pro Tag. Hauptkunde war die Fa. Risse bei Schönbrunn, die täglich mehrere Wagen mit Quarz erhielt. In Tröstau wurden Dünger und Kohle, in Wunsiedel vor allem Brennstoffe entladen.

## Betriebseinstellung
Am 28. September 1975 wurde der Personenverkehr auf der elf Kilometer langen Strecke eingestellt. Im Herbst 1981 wurde das Bahnhofsgebäude in Leupoldsdorf abgebrochen. Am 25. September 1993 wurde der Güterverkehr auf dem Abschnitt zwischen der Anschlussstelle Risse westlich von Schönbrunn und Leupoldsdorf eingestellt und dieser stillgelegt. Diese Firma hatte sich um den Erhalt der Strecke bemüht. Jedoch sollte der Raum Hof/Wunsiedel zum Vorreiter des neuen Güterverkehrskonzepts der Deutschen Bahn werden: Massengüter sollten gesammelt dem Bahnhof Hof-Neuhof zugeführt und von dort per Lastkraftwagen verteilt, Kleinverlader nicht mehr auf der Schiene bedient werden. Stattdessen wird der Quarz jetzt bereits im Ausland auf LKWs umgeladen.
Am 19. Oktober 1994 wurde die Verladung von Quarz eingestellt, am 31. Dezember 1994 die verbliebene Strecke stillgelegt.

## Nachnutzung
Die Bahntrasse wird heute in großen Teilen für den Brückenradweg Bayern-Böhmen benutzt, der Leupoldsdorf über Holenbrunn und weiter in Richtung Selb mit Asch/Aš in Tschechien verbindet.